# Седлиська (Гіжицький повіт)
Седлиська (пол. Siedliska) — село в Польщі, у гміні Видміни Гіжицького повіту Вармінсько-Мазурського воєводства.
Населення — 404 особи (2011).
У 1975-1998 роках село належало до Сувальського воєводства.

## Демографія
Демографічна структура станом на 31 березня 2011 року:
|          | Загалом | Допрацездатний вік | Працездатний вік | Постпрацездатний вік |
| -------- | ------- | ------------------ | ---------------- | -------------------- |
| Чоловіки | 202     | 49                 | 140              | 13                   |
| Жінки    | 202     | 54                 | 114              | 34                   |
| Разом    | 404     | 103                | 254              | 47                   |